# Villanova Tulo
Villanova Tulo (sardinski: Biddanòa 'e Tùlu) je grad i općina (comune) u pokrajini Južnoj Sardiniji u regiji Sardiniji, Italija. Nalazi se na nadmorskoj visini od 600 metara i ima 1 095 stanovnika.
 Prostire se na 40,45 km². Gustoća naseljenosti je 27 st/km².
Susjedne općine su: Gadoni, Isili, Laconi, Nurri, Sadali i Seulo.